# Église Notre-Dame d'Audrieu
Pour les articles homonymes, voir Église Notre-Dame.
L'église Notre-Dame est une église catholique située à Audrieu, en France.

## Localisation
L'église est située dans le département français du Calvados, sur la commune d'Audrieu.

## Historique
L'édifice est classé au titre des monuments historiques en 1862.